# Mario Mori
Mario Mori, né le 16 mai 1939 à Postojna, aujourd'hui en Slovénie, est le chef des Carabiniers italiens.

## Biographie
Mario Mori est diplômé au liceo classico Virgilio de Rome et de l’Académie Militaire de Modène. Il est un des fondateurs et commandant du Raggruppamento operativo speciale et directeur du SISDE (it). Il participe à la capture de Toto Riina.
Fin 2009, le général Mario Mori fut inculpé, étant accusé d'avoir délibérément retardé la capture du parrain Bernardo Provenzano. Ce procès est lié de près aux révélations faites par Massimo Ciancimino, le fils de l'ex-maire de Palerme.
Mario Mori a été sur le banc des accusés dans le procès État-Mafia. Il a été condamné à 12 ans de prison.

## Décorations
- Commendatore dell'Ordine al Merito della Repubblica Italiana
- Cavaliere di Gran Croce dell'Ordine al merito della Repubblica Italiana
- Medaglia militare al merito di lungo comando
- Medaglia militare al merito di lungo comando
- Croce d'oro per anzianità di servizio
- Croce per anzianità di servizio militare

## Note
1. ↑  (it)
ilpaesenuovo.it
2. ↑  « Le procès des négociations entre l’État et la mafia s’ouvre en Italie », La Croix,‎ 28 mai 2013 (ISSN 0242-6056, lire en ligne, consulté le 10 septembre 2017).
3. ↑  « Lourdes condamnations dans un procès impliquant l'Etat italien et la mafia », swissinfo.ch,‎ 20 avril 2018 (lire en ligne).